# بکخان گویگریف
بکخان گویگریف (به روسی: Бекхан Гойгереев؛ زادهٔ ۲۲ مهٔ ۱۹۸۷) کشتی‌گیر داغستانی کشور روسیه در دستهٔ ۶۰ کیلوگرم کشتی آزاد است. او قهرمان مسابقات قهرمانی کشتی جهان در سال ۲۰۱۳ و نایب‌قهرمان مسابقات قهرمانی کشتی اروپا در سال ۲۰۱۴ است. 